# گروه خونی آبرگر
گروه خونی اوبرژه یا با تلفظ انگلیسی‌اش گروه خونی آبرگر (انگلیسی: Auberger's blood group) نوعی گروه خونی در انسان است که آنتی‌ژن «Aua» در آن بیان می‌شود. این گروه خونی در ۸۲ درصد از نژاد سفید (قفقازی) یافت می‌شود و احتمالاً مربوط به سیستم آنتی‌ژن لوتری است.
نام این گروه خونی از یک بیمار زن ۵۹ سالهٔ فرانسوی به نام «اوبرژه» گرفته شد که مبتلا به واریس مری بود.